# Elizabeth Friedländer
Elizabeth Friedländer auch Elisabeth, Betty Friedlander (geb. 10. Oktober 1903 in Berlin; gest. 1984 in Kinsale/Cork) war eine deutsch-englische Typografin, Kalligrafin und Designerin.

## Leben
Elisabeth Friedländer entstammte einer wohlhabenden jüdischen Familie. Sie studierte Kalligrafie und Typografie an der Hochschule der Bildenden Künste in Berlin bei Emil Rudolf Weiß.
In den 1920er Jahren war sie für den Verlag Ullstein in Berlin tätig. Sie entwarf vor allem Titel für die Zeitschrift Die Dame, dort war sie verantwortlich für die Überschriften und Layouts. Ihre Arbeiten wurden in Fachzeitschriften wie der Gebrauchsgraphik veröffentlicht.
1933/34 entwarf sie als eine der wenigen Frauen für die Bauersche Gießerei in Frankfurt am Main die erfolgreiche Schrift Friedländer, welche 1938 gegossen wurde. Wenig später wurde diese auf Betreiben der Nationalsozialisten wegen des jüdischen Namens in Elisabeth umbenannt. Im Zuge der „Arisierung“ im Verlagswesen verlor Elisabeth Friedländer 1933 ihre Anstellung bei Ullstein und emigrierte 1936 nach Italien, wo sie für Mondadori und Editoriale Domus in Mailand arbeitete. Nachdem sie sich als Jüdin auch in Italien Repressionen ausgesetzt gesehen hatte, verließ sie das Land.
1939 übersiedelte sie nach London mit dem Ziel, in die USA auszuwandern. Dort war sie zunächst als Dienstmädchen tätig; nachdem eine Weiterreise durch den Kriegsausbruch endgültig verhindert war, nahm sie die englische Staatsbürgerschaft an und anglizierte ihren Namen. Sie arbeitete in einer Werbeagentur und beteiligte sich in der Black Propaganda Unit durch die Herstellung gefälschter deutscher Drucksachen am Widerstand gegen Nazi-Deutschland. Nach dem Krieg war sie erfolgreich als Buchgestalterin und Graphikerin tätig, unter anderem für den Verlag Penguin Books, dessen berühmtes Pinguin-Signet von ihr stammt. Das Angebot einer Rückkehr nach Deutschland lehnte sie 1951 ab. 1952 entwarf sie Vignetten und Schmuckleisten für die Linotype Corporation und Randverzierungen (The Friedlander borders) für Monotype.
Zusammen mit ihrem Lebensgefährten übersiedelte sie 1961 nach Kinsale/Cork, wo sie weiterhin als Kalligrafin und Designerin tätig war, daneben aber auch einen Souvenirhandel mit eigenen Produkten betrieb. Nach wie vor kommt ihre Schrift Elisabeth zum Einsatz, beispielsweise bei Privatpressen wie der Fischbachpresse. Durch die Digitalisierung durch Andreu Balius 2005 ist sie auch im DTP-Bereich verwendbar.